# دولت أباد (مشيز بردسير)
دولت أباد (بالإنجليزية: Dowlatabad, Mashiz)‏ هي مستوطنة تقع في إيران في كرمان.